# Conceição (Ribeira Grande)
Conceição ist eine portugiesische Gemeinde (Freguesia) im Kreis (Município) von Ribeira Grande auf der Azoreninsel São Miguel. In ihr leben 2634 Einwohner (Stand 19. April 2021).